# کیک‌خواران
کیک‌خواران (به انگلیسی: The Cake Eaters) فیلمی محصول سال ۲۰۰۷ و به کارگردانی مری استوارت مسترسون است. در این فیلم بازیگرانی همچون کریستن استوارت، آرون استنفورد، جیس بارتوک، بروس درن، الیزابت اشلی، میریام شر، تالیا بالسام، جسی ال مارتین و ملیسا لیو ایفای نقش کرده‌اند.